# Ivtchenko-Progress D-36
L’Ivtchenko-Progress D-36, aussi connu sous la désignation de Lotarev D-36, est un turbofan triple corps à fort taux de dilution actuellement produit par la compagnie ukrainienne Motor Sich

## Conception et développement
Conçu par Vladimir Lotarev, le moteur fut développé pour les avions de transport Yak-42, An-72 et An-74, et était d'une conception très avancée, lorsqu'il fut présenté pour la première fois dans les années 1970. Les premiers essais de fonctionnement commencèrent en 1971, suivis par les premiers essais en vol en 1974. La production en série débuta en 1977.
La production du moteur est divisée en cinq séries : 1, 1A, 2A, 3A, 4A. Il a également servi de base de développement pour plusieurs autres moteurs, parmi lesquels les turbomoteurs D-136 (propulsant l'hélicoptère géant Mi-26 Halo), le propfan expérimental D-236 et le turbofan D-436,.
En janvier 2005, le D-36 toutes versions confondues avait totalisé 8,2 millions d'heures de fonctionnement. Il a également été utilisé comme base de développement pour le D-18T.

## Caractéristiques

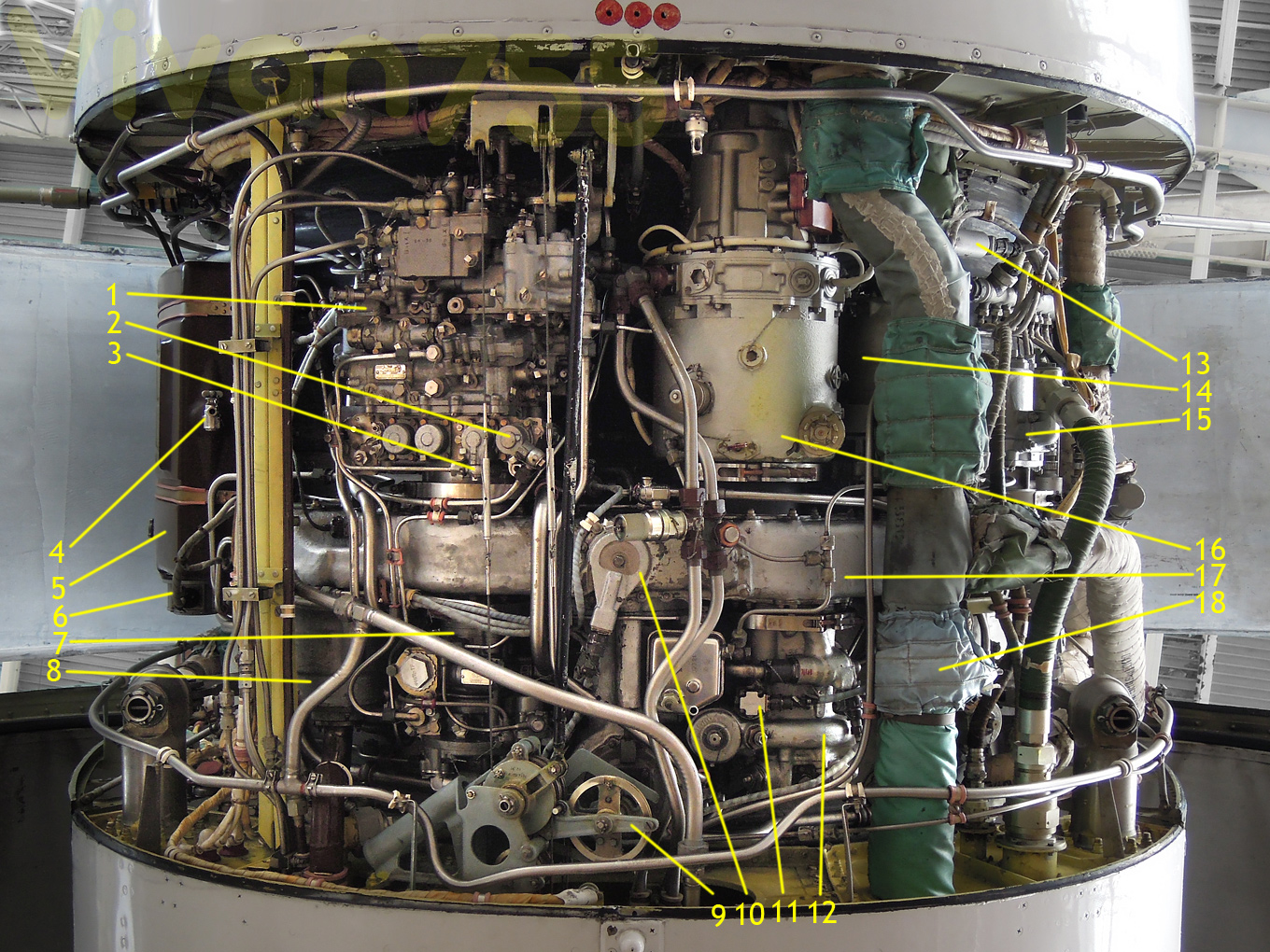
Vue de dessous des différents éléments internes du moteur.

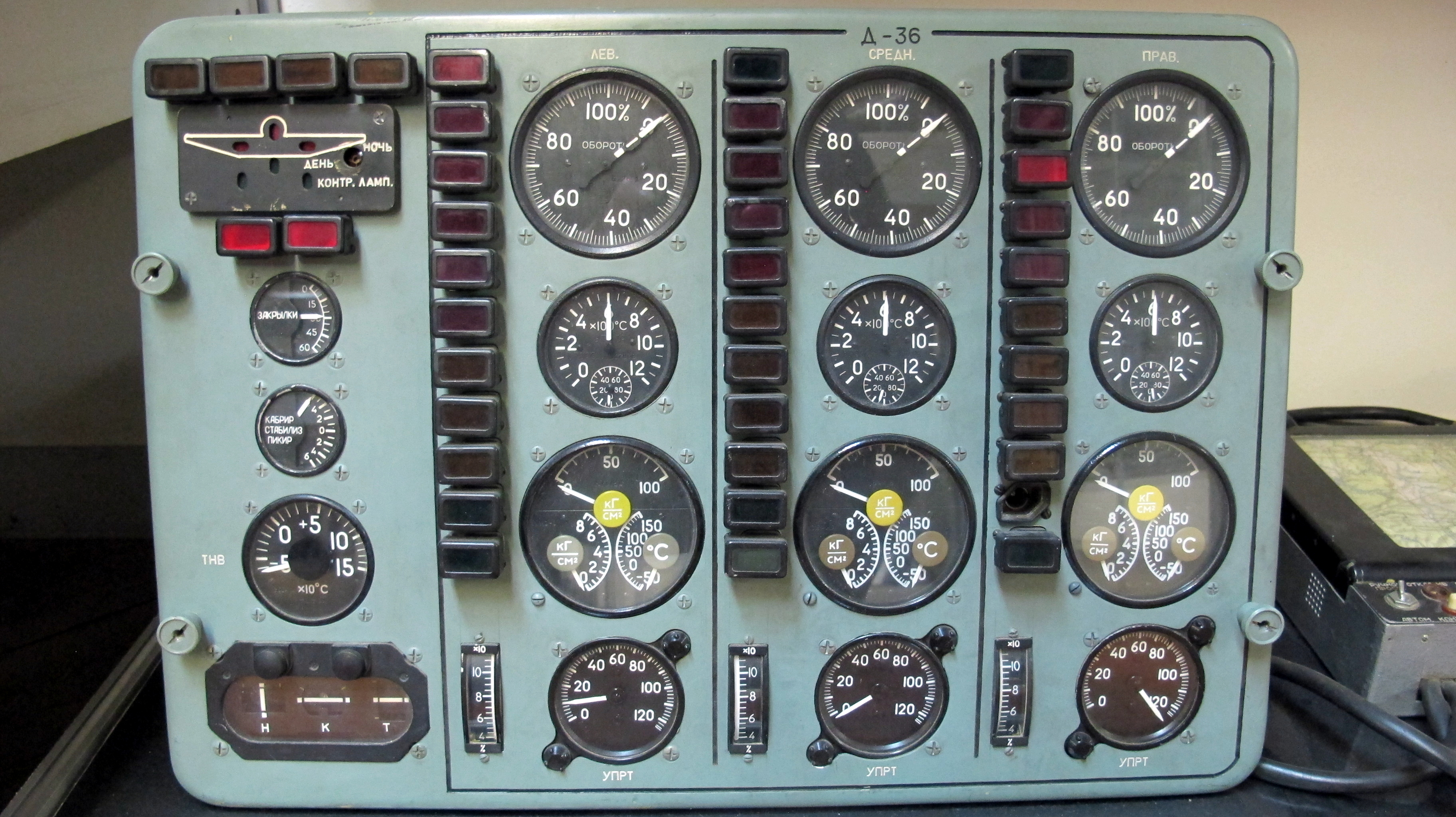
Panneau de contrôle des moteurs D-36 d'un Yak-42.

Le moteur comporte une soufflante à un seul étage constituée de 29 pales en titane et d'un carénage en Kevlar, entraînée par une turbine à trois étages. Le compresseur basse-pression à 6 étages, également doté de pales en titane, est entraîné par une turbine non-refroidie à un seul étage, tandis que le compresseur haute-pression à 7 étages, doté de pales en acier inoxydable, est entraîné par une turbine haute-pression également à un étage. Les moteurs de la « Série 4 », pour l'An-74TK-300, sont dotés d'un inverseur de poussée intégré.
Le moteur est divisé en 12 modules, facilitant sa maintenance et simplifiant sa conception.
- Soufflante  : Elle est constituée de 29 pales en titane avec des carénages à mi-longueur, suivie de 48 guides, ce nombre ayant été choisi pour diminuer le bruit produit en fonctionnement. Le carénage est renforcé par de la fibre de Kevlar. Sur le Yak-42, il est assez court, alors que sur les An-72 et 74 il est commun pour le flux de la soufflante et celui du cœur du moteur. Le taux de dilution est de 5,6 et la vitesse de rotation est de 5 400 tr/min. Le débit d'air est de 255 kg/s sur la série 1, et 260 kg sur la série 3A. L'air aspiré est à un régime transsonique ;
- Compresseur MP : Il est doté de 6 étages avec des guides d'entrée ajustés sur un banc puis installés en position fixe. Les disques de rotor et les pales sont en titane, alors que les ailettes des stators sont en acier. Il est doté de 3 valves de décharge (pour éviter les phénomènes de pompage), et sa vitesse maximale est de 10 500 tr/min ;
- Compresseur HP : Il est doté de 7 étages avec des guides d'entrée ajustables et trois valves de décharge. Les disques et pales de rotor des 6e et 7e étages sont en acier. La vitesse de rotation maximale est de 14 170 tr/min et le taux de compression est de 20 au décollage et 18,7 en croisière ;
- Chambre de combustion : Elle est de type annulaire, doté de 24 brûleurs et 2 allumeurs. Elle ne forme qu'un avec les guides d'entrée de la turbine HP. Le boîtier la contenant est créé par formation explosive. Les éléments des tubes à flamme sont roulés puis soudés en une unité unique ;
- Turbine HP : Elle est constituée d'un seul étage et supporte une température d'entrée maximale de 1 177 °C (série 1). Les extrémités des pales de rotor sont carénées, et ces pales disposent de canaux de refroidissement internes. Elles sont attachées aux disques par des fixations (racines) en forme de sapin ;
- Turbine MP : Elle est constituée d'un seul étage, non refroidi, et dont les extrémités de pales sont aussi carénées. Les guides (stators) sont refroidis par de l'air prélevé au niveau du 3e étage du compresseur HP. Le carénage des turbines HP et MP est un module situé enter les rotors des turbines HP et MP, combiné avec les guides de stator de la turbine MP. Le carénage extérieur est relié au carénage intérieur via des supports radiaux passant au-travers de larges guides creux. Le carénage intérieur supporte les roulements arrière des rotors HP et MP. L'huile de lubrification est amenée vers ces roulements via les ailettes creuses (guides) des stators de ces corps HP et MP ;
- Turbine BP : Entraînant la soufflante, elle est constituée de 3 étages montés sur des disques refroidis. Le support du roulement arrière de cette turbine est constitué de la tuyère d'échappement et de la tubulure d'échappement de l'air de refroidissement du cœur du moteur. Les supports arrière du moteur sont attachés au carénage de cette turbine ;
- Inverseur de poussée : Il peut être installé en aval de la canalisation de flux secondaire (celle de la soufflante). Il n'est pas considéré comme faisant partie du moteur, à part sur le D-36-4A, sur lequel il est intégré ;
- Supports moteur : Universels, ils peuvent être installés sur ou en-dessous de l'aile, et de chaque côté de l'avion, sans changements majeurs. Le support avant est attaché au carénage du compresseur MP par une pièce en alliage de magnésium ;
- Accessoires : Ils sont installés sur une boîte à engrenages joignant les compresseurs HP et MP, entraînée par l'arbre du corps HP ;
- Démarrage du moteur : Il est effectué par un groupe externe apportant de l'air sous pression, grâce à une APU. Il peut également recevoir de l'air comprimé par un moteur déjà en marche. Le démarrage en cours de vol peut être assisté d'un démarreur ;
- Système de contrôle : Il est de type hydro-mécanique, avec redondance et une unité électronique contrôlant la température des gaz et la vitesse de rotation des rotors. Les clapets de décharge des compresseurs sont actionnés par des systèmes pneumatiques indépendants situés à côté des clapets. Le système est équipé de détecteurs de survitesse et de surchauffe.

## Specifications
| Série        | Poussée  | Taux de dilution | Taux de compression | Diamètre de la soufflante | longueur | Masse    | Production                                    | Application                 |
| ------------ | -------- | ---------------- | ------------------- | ------------------------- | -------- | -------- | --------------------------------------------- | --------------------------- |
| Série 1      | 63,75 kN | 5,6 : 1          | 20 : 1              | 1 333 mm                  | 3 930 mm | 1 124 kg | Produit depuis 1977 (Environ 800 exemplaires) | Yakovlev Yak-42D            |
| Séries 1A/2A | 63,75 kN | 5,6 : 1          | 20 : 1              | 1 333 mm                  | 3 192 mm | 1 124 kg | ?                                             | Antonov An-72 Antonov An-74 |
| Série 3A     | 63,75 kN | 5,6 : 1          | 20 : 1              | 1 333 mm                  | 3 192 mm | 1 124 kg | ?                                             | Antonov An-74               |
| Série 4A     | 63,75 kN | -                | -                   | 1 333 mm                  | 3 732 mm | 1 130 kg | Produit depuis 2002                           | Antonov An-74TK-300         |

## Versions
- D-36-1 (série 1) : Version de base, en service avec le Yak-42. Elle a été produite par Motor Sich de 1977 à la fin des années 1980, à un peu plus de 800 exemplaires[4],[5] ;
- D-36-1A (série 1A) : Conçu pour propulser les Antonov An-72 et An-74[4],[5] ;
- D-36-2A (série 2A) : Conçu pour propulser les Antonov An-72 et An-74[4],[5] ;
- D-36-3A (série 3A) : Conçu pour propulser les Antonov An-72 et An-74[4],[5] ;
- D-36-4A (série 4A) : Cette version est essentiellement un 3A reconfiguré pour un montage sous les ailes. Ce moteur est équipé d'un inverseur de poussée intégré, et sa configuration favorise la vitesse de croisière sur les capacités ADAC de ses prédécesseurs. Il équipe toutes les versions de l'An-74TK-300[5],[7].

## Applications
- Yakovlev Yak-42D
- Antonov An-72
- Antonov An-74TK et An-74TK-300